# クリアアライナー
クリアアライナーとは、マウスピース矯正の一つ。歯に固定式の装置を装着する従来法と違い、着脱可能な透明のマウスピース（アライナー）を用いて矯正を行う方法である。すべての症例に適応する方法ではない。開発者は韓国の矯正科医、金泰元。日本では当初アソ・インターナショナル社が（2005年より）ライセンスを受けて生産していたが2010年9月にライセンス契約が切れ、現在では新たにライセンスを受けている和田精密歯研株式会社が正規に国内生産し提供を行っている。

## 適応症
顎関係に大きなズレがない状態（大臼歯関係classⅠ）で七番が萌出しており軽度の叢生（乱杭歯）、空隙のある歯列の閉鎖、矯正の治療の後戻りなど比較的歯の移動量の少ないケースが適応となる。

## 使用方法
厚さ0.5mm〜0.75mmの透明なマウスピースを一日17時間以上口腔内に装着して、1〜2週間ごとに新しいアライナーに交換していく。症例の程度によりアライナーの作製ステップ数は変わる。

## 利点
- 食事中には矯正器具を外して自由に食事をする事ができる。
- 器具を外して清掃できるため口腔内を清潔に保ちやすい
- 器具が透明なため審美的に優れる
- アライナーを利用して矯正と同時にホワイトニングを行うことができる

## アライナーの作製方法
石膏でつくった歯形模型の歯を一つ一つ切り離し、それを歯形の模型上で綺麗な歯並びになるように並べる。それをデジカメで撮影し、移動前後の写真を特殊なプログラムにより重ね合わせ、正確な移動距離を測定する。その綺麗になった歯型模型を基に圧縮成形し作製する。これを口腔内に装着する事により、歯並びがきれいになる方向に歯が押されていく。1つの装置により1mm程度の歯牙移動が可能である。